# Нора Ліхтенштейнська
Принцеса Ліхтенштейну Норберта, маркіза Маріньо (уродж. Норберта Елізабет Марія Ассунта Жозефіна Джорджіне; 31 жовтня 1950), відома як принцеса Нора, є членом князівської родини Ліхтенштейну. Четверта дитина і єдина донька Франца Йосифа II, князя Ліхтенштейну та його дружини Георгіни фон Вільчек, і молодша сестра Ганса-Адама II, князя Ліхтенштейну.

## Освіта й кар'єра
Принцеса Нора навчалася в Женевському університеті та Вищому інституті міжнародних досліджень і розвитку, також у Женеві. Вона працювала серед інших у Світовому банку та Міжнародному інституті навколишнього середовища та розвитку. Вона володіє французькою, англійською, німецькою та іспанською мовами.
Вона є членом Міжнародного олімпійського комітету з 1984 року. Вона була президентом Національного олімпійського комітету Ліхтенштейну з 1982 по 1992 рік, а з 2002 року вона була президентом Спеціальної Олімпіади Ліхтенштейну.
Вона була головним скаутським провідником (нім. Korpsführerin) Liechtensteinische Pfadfinderinnenkorps Santa Maria з 1973 по 1989 рр. Нині вона почесна членкиня скаутської асоціації.

## Сім'я

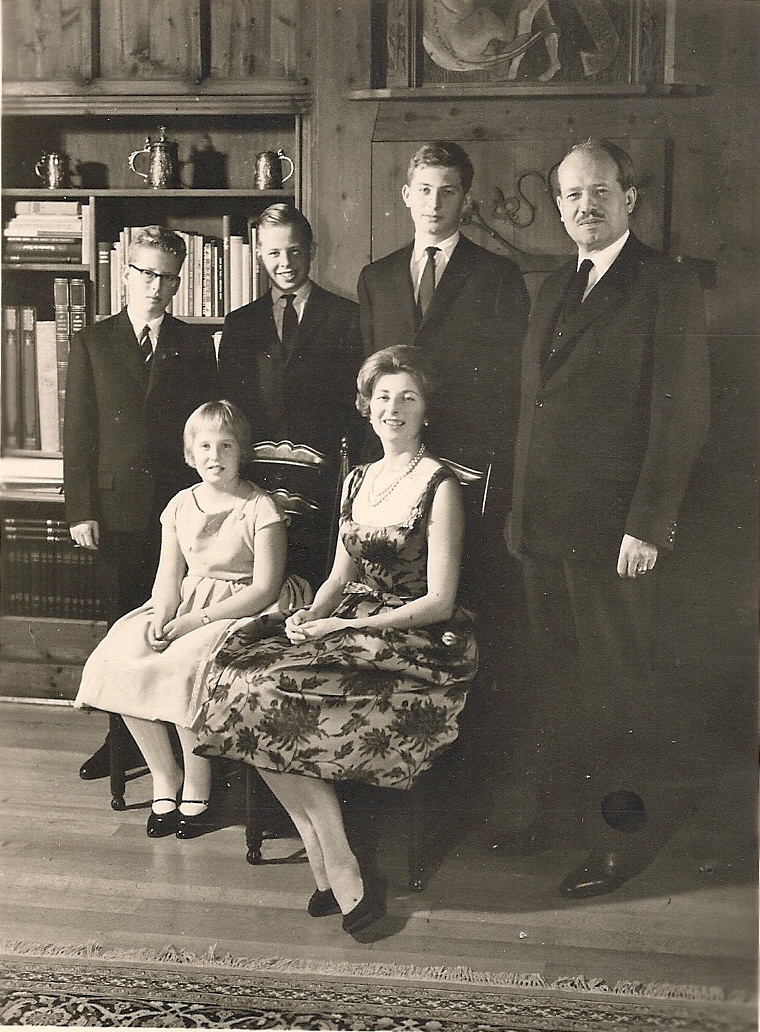
Принцеса Нора з сім'єю в 1955 році.

11 червня 1988 року вона вийшла заміж за Дона Вісенте Сарторіуса і Кабеса де Вака, Маркіза де Маріньо (Мадрид, 30 листопада 1931 року — Ібіца, 22 липня 2002 року), у Св. Флоріні у Вадуці. У них є одна донька на ім'я Донья Марія Тереза Сарторіус і де Ліхтенштейн, яка народилася 21 листопада 1992 року.
Вона є хрещеною матір'ю бельгійської принцеси Летиції Марії, ерцгерцогині Австрійської Есте, третьої дочки бельгійської принцеси Астрід.

## Нагороди

### Національні нагороди
- Liechtenstein: Commemorative Medal on the Occasion of the 70th Birthday of His Serene Highness Prince Franz Joseph II (16/08/1976).[7]